# Darby Jones
Darby Jones (Los Ángeles, 21 de febrero de 1910-ibídem, 30 de noviembre de 1986) fue un actor estadounidense conocido por su papel de Carrefour, un ser parecido a un zombi, en la película de terror de 1943 I Walked with a Zombie. Apareció en un papel similar en la película de 1945 Zombies on Broadway. Tuvo apariciones no acreditadas en las películas de 1937 Swing High, Swing Low y Un día en las carreras, y sus otros papeles incluyen Broken Strings (1940), Virginia (1941), White Cargo (1942) y Zamba (1949). Jones también apareció en varias películas de Tarzán, incluida el seria cinematográfico de 1933 Tarzan the Fearless, y las películas La fuga de Tarzán (1936) y Tarzan's New York Adventure (1942).
En 1991, el crítico de cine Danny Peary describió a Jones como «incluso más encasillado que el típico actor negro», relegado a papeles en «películas de la jungla». La interpretación de Jones de Carrefour en I Walked with a Zombie ha recibido elogios y análisis, y ha sido descrito como icónica.

## Carrera profesional

### Primeras películas
Jones hizo su debut como actor en el serial de películas de 1933 Tarzan the Fearless, en un papel no acreditado como un portador de cabezas. En 1936, apareció como Bomba en la película La fuga de Tarzán. En 1937, apareció en la película de comedia romántica Swing High, Swing Low como un Papá Noel negro descansando en un café de Panamá. Ese mismo año, fue un extra de fondo en la película de los Hermanos Marx Un día en las carreras, apareciendo como trompetista durante el número «All God Chillun Got Rhythm» en la película.
En 1940, Jones interpretó a un paleto llamado Stringbeans Johnson en la película Broken Strings. En una escena, baila al ritmo de la música swing en un club nocturno, ejecutando cuatro splits en el aire entre otros movimientos de baile. Al año siguiente, Jones apareció en Virginia como Joseph, un sirviente leal en una plantación. En 1942, Jones apareció en Tarzan's New York Adventure en un papel no acreditado como un jefe suajili, y en White Cargo en un papel acreditado como un sirviente obediente llamado Darby.

### I Walked with a Zombie
En 1943, Jones apareció como Carrefour, un ser parecido a un zombi en la película de terror I Walked with a Zombie, dirigida por Jacques Tourneur y producida por Val Lewton. Es uno de los papeles más conocidos de Jones, descrito como reconocible por los fanáticos de las películas de terror. El historiador y autor Alexander Nemerov se refirió a la interpretación de Jones de Carrefour como una «presencia monumental […] dominante en la pantalla» en la película, que tiene lugar en una isla caribeña llamada San Sebastián, hogar de una plantación de azúcar, una pequeña comunidad blanca y descendientes de esclavos africanos, algunos de los cuales practican el vudú. Nemerov llama a Carrefour una «figura inquietante, un signo de la esclavitud pasada y presente y de amenazas en el futuro». Caracteriza la imagen de Carrefour como «conjurando el linchamiento de un hombre negro», y escribe que el personaje «sugiere la subyugación violenta y el poder emergente de los negros» durante la Segunda Guerra Mundial. Como tal, Nemerov llamó a Jones «un actor menor al que se le otorgó una importancia extraordinaria en una película de Lewton». En 2019, Jim Vorel de Paste se refirió al «rostro de zombi con ojos saltones» de Carrefour como «el tipo de imagen […] icónica que debe haber perseguido los sueños de los clientes en los años venideros».
El mismo año en que se estrenó I Walked with a Zombie, Jones apareció en dos papeles no acreditados: un botones en Passport to Suez, y un caníbal en Sleepy Lagoon.

### Películas posteriores
Dos años después de su aparición como Carrefour en I Walked with a Zombie, Jones desempeñó un papel similar en el zombi Kolaga en la película de comedia de terror de 1945 Zombies on Broadway. Sin embargo, a diferencia de Carrefour, Kolaga comete actos de violencia. En 1947, Jones apareció en The Macomber Affair en un papel no acreditado como un guerrero masái, y en 1949 interpretó a Keega en la película de aventuras Zamba (también conocida como Zamba, el gorila). En 1957, Jones apareció en un papel menor en la película dramática Something of Value.
En 1991, el crítico de cine Danny Peary describió a Jones como «incluso más encasillado que el típico actor negro», y escribió que sus papeles se «limitaban a películas de la jungla».

## Filmografía
| Año  | Título                      | Papel               | Notas                                       | Ref(s)              |
| ---- | --------------------------- | ------------------- | ------------------------------------------- | ------------------- |
| 1933 | Tarzan the Fearless         | Portador de cabezas | Serial cinematográfico; papel no acreditado | [ 7 ] [ 8 ]         |
| 1935 | Queen of the Jungle         | Nativo              | Serial cinematográfico; papel no acreditado | [ 27 ]              |
| 1936 | La fuga de Tarzán           | Bomba               |                                             | [ 9 ]               |
| 1937 | Swing High, Swing Low       | Papá Noel negro     | Papel no acreditado                         | [ 10 ]              |
| 1937 | Un día en las carreras      | Tocador de trompeta | Papel no acreditado                         | [ 11 ]              |
| 1940 | Broken Strings              | Stringbeans Johnson |                                             | [ 12 ]              |
| 1941 | Virginia                    | Joseph              |                                             | [ 10 ]              |
| 1942 | Tarzan's New York Adventure | Jefe suajili        | Papel no acreditado                         | [ 13 ]              |
| 1942 | White Cargo                 | Darby               |                                             | [ 10 ]              |
| 1943 | I Walked with a Zombie      | Carrefour           |                                             | [ 4 ] [ 14 ] [ 15 ] |
| 1943 | Passport to Suez            | Botones             | Papel no acreditado                         | [ 10 ]              |
| 1943 | Sleepy Lagoon               | Caníbal             | Papel no acreditado                         | [ 20 ]              |
| 1945 | Zombies on Broadway         | Kolaga              |                                             | [ 4 ] [ 21 ] [ 28 ] |
| 1947 | The Macomber Affair         | Guerrero masái      | Papel no acreditado                         | [ 24 ]              |
| 1949 | Rope of Sand                | Jefe batsuma        | Papel no acreditado                         | [ 29 ] [ 30 ]       |
| 1949 | Zamba                       | Keega               | También conocida como Zamba, the Gorilla    | [ 25 ]              |
| 1957 | Something of Value          | Sumiller            | Papel no acreditado                         | [ 26 ]              |

## Lectura adicional
- Brown, Lee; Allen, Robert L. (2001). Strong in the Struggle: My Life as a Black Labor Activist (en inglés). Rowman & Littlefield. pp. 42-43. ISBN 978-0847691913.